# 寝台券

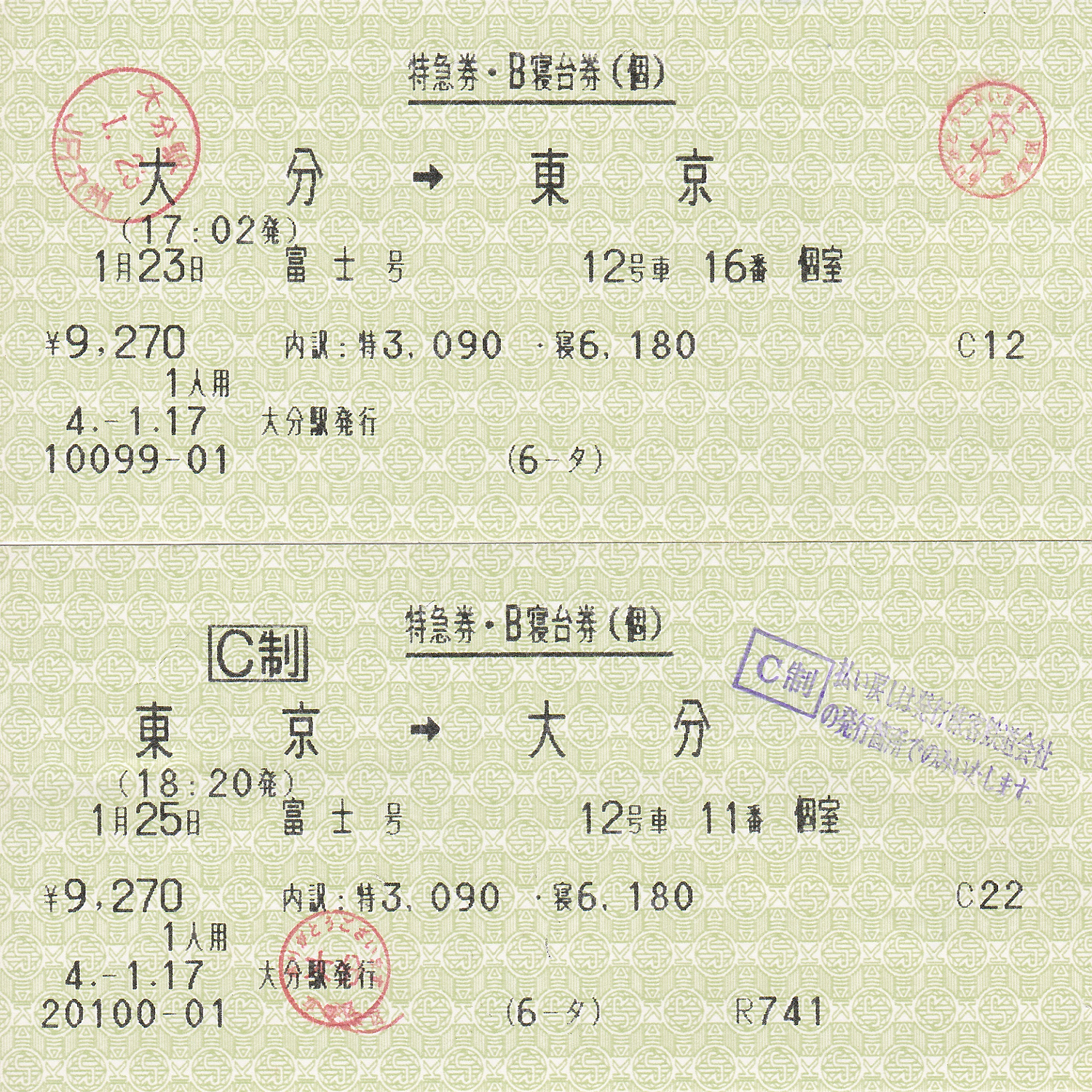
寝台特急「富士号」の特急券・B寝台券

寝台券（しんだいけん）とは、交通機関等で寝台を利用する際に必要とされる切符。

## 概要

### 鉄道の寝台券と包括運賃制度
ヨーロッパの鉄道ではかつては基本となる運賃に対しては乗車券を購入し、さらに寝台車を利用する場合には寝台券を購入するというシステムが一般的であった。日本でも寝台利用には乗車券とは別立ての寝台券を要するシステムがとられている。一方、ヨーロッパでは包括運賃制度が一般的な運賃制度となってきており、超高速列車や寝台列車でも列車（車両）ごとに運賃と他料金（特急料金や寝台料金）を一括して運賃設定を行っていることが多く、この場合には切符も一括されており別立ての寝台券は存在しない。

### 客船の寝台券
客船の場合、客室を区切った個室の場合が多く、それと一体の場合がある。一般に割高な運賃を設定されている場合が多い。また、鉄道の場合と同様に「寝台を利用する際に必要な料金」とする場合もある。

## 日本の鉄道における寝台券
日本の鉄道の場合、寝台列車を運行するJRのみが寝台車を保有している。料金区分・寝台の質により、A寝台・B寝台とに分かれており、また車室内の配置により、開放式寝台と個室寝台に分かれる。個々の形態については、寝台車を参照されたい。

### 料金計算の概要
寝台は座席と同じ扱いであるため座席指定券と同様に扱い、特別急行列車の場合特別急行券より座席指定分に相当する額を減じて計算する。なお急行列車の場合、急行券それ自体に座席指定がなされていないため単純にこの料金を足して計算する。かつては、夜行普通列車の一部にも連結されており、その際でも乗車券の他にこの券を必要とした。また、等級制時代の三等寝台車→二等寝台車は上段・中段・下段とそれぞれ寝台料金が異なっていた。
発売の際には開放式寝台と個室寝台とでは、扱いが若干異なる。個室寝台の場合、コンパートメント席と同様、定員分の料金をあらかじめ支払い、個室の定員まで使用が出来るが、開放式寝台の場合、1枚に付き1人が原則となっている。ただし、小学生までの子供2人での使用と、子供連れの場合の大人1人につき小学生までの子供1人を付きそう形で使用することを認めている。
JRにおける料金の体系は1969年以降、従来の一等寝台・二等寝台とあったものをA寝台・B寝台と変更した事により生じている。そのため、基本的には座席指定券と同様となるが、前者をグリーン席に相当する特別席の扱いとし、後者は横臥可能となる通常の座席すなわち寝台として扱ってきた。
そのため、開放式では「（二段式ベッドで）ゆとりがあるA寝台」、「（三段式ベッドであるが故に窮屈ながら）横になれるB寝台」の差があったが、1980年代以降の寝台列車の退潮に伴いB寝台で二段式を採用したことや、両者で個室が採用されたことにより21世紀初頭の現代では付帯設備の有無で差がつく事になってきている。
なお、2019年のJR旅客営業規則の改定により、A寝台料金の「上段」「下段」、B寝台料金の、「客車（二段式）」「客車（三段式）」「電車（二段式）」「電車（三段式）」「4人用個室カルテット」の価格設定が削除された。

### 料金
以下の表に寝台料金を示す。JR東日本旅客営業規則による。大人・小児ともに同額。
- 開放式寝台の寝台料金

| 使用する段 ／寝台種別 | A寝台 客車・電車二段式 | B寝台      | B寝台      | B寝台      |
| 使用する段 ／寝台種別 | A寝台 客車・電車二段式 | 客車三段式 | 電車三段式 | 客車二段式 |
| --------------------- | ---------------------- | ---------- | ---------- | ---------- |
| 上段                  | 9,810                  | 5,400      | 5,400      | 6,480      |
| 中段                  | -                      | 5,400      | 5,400      | -          |
| 下段                  | 10,800                 | 5,400      | 6,480      | 6,480      |

- 個室寝台の寝台料金

| 寝台種別 | 人数  | 時刻表等の 案内表記       | 愛称                 | 1人当たりの 料金 | 1部屋当たりの 料金 | 補助ベッド利用時の 加算額 | 補助ベッド利用時の 1部屋当たりの料金 | 備考 |
| -------- | ----- | ------------------------- | -------------------- | ---------------- | ------------------ | ------------------------- | ------------------------------------ | --- |
| A寝台    | 2人用 | 「デラックス スリーパー」 | エクセレントスイート | 34,600           | 69,200             | -                         | -                                    | 2015年現在設定列車はない。「夢空間」のみでの設定であったが「夢空間」車両の廃車によって設定車両自体が消滅した。運用当時より臨時列車・団体専用列車でのみの設定。 |
| A寝台    | 2人用 | 「デラックス スリーパー」 | スーペリアツイン     | 26,220           | 52,440             | -                         | -                                    | 2015年現在設定列車はない。「夢空間」のみでの設定であったが「夢空間」車両の廃車によって設定車両自体が消滅した。運用当時より臨時列車・団体専用列車でのみの設定。 |
| A寝台    | 2人用 | SA2                       | カシオペアスイート   | 26,220           | 52,440             | 13,730                    | 66,170                               | E26系客車のみの設定。 |
| A寝台    | 2人用 | SA2                       | スイート             | 26,220           | 52,440             | 9,810                     | 62,250                               | 2015年現在設定列車はない。 |
| A寝台    | 2人用 | SA2                       | カシオペアデラックス | 17,670           | 35,340             | 9,810                     | 45,150                               | E26系客車のみの設定。 |
| A寝台    | 2人用 | A2                        | カシオペアツイン     | 13,730           | 27,460             | 9,810                     | 37,270                               | E26系客車のみの設定。 |
| A寝台    | 2人用 | A2                        | カシオペアコンパート | 23,540           | 23,540             | -                         | -                                    | E26系客車のみの設定。車椅子利用者とその同伴者の2名でのみ利用可能。                                                                                             |
| A寝台    | 2人用 | A2                        | ツインデラックス     | 13,730           | 27,460             | -                         | -                                    | |
| A寝台    | 1人用 | SA1                       | ロイヤル             | 17,670           | 17,670             | 9,810                     | 27,480                               | |
| A寝台    | 1人用 | A1                        | シングルデラックス   | 13,730           | 13,730             | 9,810                     | 23,540                               | 一部補助寝台の扱いが無い場合もあり。 |
| B寝台    | 4人用 | B4                        | カルテット           | 6,480            | 25,920             | -                         | -                                    | 2015年現在設定列車はない。登場時の表記は「★★★★」。 |
| B寝台    | 4人用 | B                         | Bコンパート          | 6,480            | 25,920             | -                         | -                                    | 本来は開放式B寝台を簡易に個室にしたもの。4人で1区画を同時利用の場合に個室となる。                                                                              |
| B寝台    | 2人用 | B2                        | ツイン               | 8,390            | 16,780             | -                         | -                                    | |
| B寝台    | 2人用 | B2                        | サンライズツイン     | 7,560            | 15,120             | -                         | -                                    | 285系電車「サンライズエクスプレス」のみの設定。 |
| B寝台    | 2人用 | B2                        | デュエット           | 6,480            | 12,960             | -                         | -                                    | |
| B寝台    | 1人用 | B1                        | シングルツイン       | 9,430            | 9,430              | 5,400                     | 14,830                               | |
| B寝台    | 1人用 | B1                        | シングル             | 7,560            | 7,560              | -                         | -                                    | |
| B寝台    | 1人用 | B1                        | ソロ                 | 6,480            | 6,480              | -                         | -                                    | |

「-」は存在しないことを示す。

### 利用時間と利用時間外の特例について
かつては、出発時間が早い事から寝台の設定が行えない長距離かつ長時間運行される列車が設定されていたときの名残で、寝台の利用は出発時にセットされていない場合「21時から翌6時まで」、出発時にセットされている場合には「出発時から翌6時まで」とされている。そのため、寝台車を連結した列車の運行不能・遅延時の払い戻しも翌6時以降まで使用した場合払い戻しをしない事になっている。
また、寝台を使用しない時間帯で昼行列車の補完を行うために区間乗車として寝台券不要で乗車することが出来る制度があり、「ヒルネ」と呼ばれている。ただしこの制度では利用できる区間のみを利用する場合、特別急行列車であれば指定席特急券ないしは立席特急券、急行列車であれば急行券など列車種別により必要な料金を払う必要がある。
かつて寝台列車が多数運行されていた頃は「ヒルネ」の制度を採用した列車が数多く見られたが、寝台列車自体がほぼ全廃された現状では、この制度を採用している列車・区間は存在していない。
- B寝台においては、始発から途中までは指定席特急券ないし立席特急券で、翌朝からは立席特急券で、一部の車両が座席として利用可能とされていた。最後までこの制度が残されていたのは寝台特急「あけぼの」であり、2014年3月のダイヤ改正で定期列車としての運用が廃止されるまで存続した。下りは羽後本荘駅から終点の青森駅間において立席特急券で指定された号車の空いている席が、上りは始発の青森駅から羽後本荘駅まで指定席特急券で指定された号車・座席が、それぞれ利用可能であった。

- A寝台においても一部の列車では夜間 - 早朝を除き座席として利用できたケースがあり、この場合は特急券の他にグリーン券を必要とした。最後まで実施していたのは寝台特急「さくら」であり、同列車が1999年に開放式A寝台車の連結を中止するまで続いた。開放式A寝台車自体は「さくら」の連結中止以降も「日本海」や「きたぐに」で継続して連結されたが、それらでは「ヒルネ」の制度はなく、現状でもA寝台を座席として利用できる列車・区間は存在していない。

ちなみに、周遊きっぷなど自由席特急券を有さずとも乗車できるトクトクきっぷについては使用できない場合もあるが、回数券形式の料金券での乗車を認めている事例もあった。

## イタリアの鉄道における寝台券
イタリアでは夜行列車に備えられている寝台を利用する場合には一般的に別途寝台券が必要になる。